# Tko mari za čari
Tko mari za čari prvi je studijski album opatijskog rock sastava Cacadou Look, kojeg 1987. godine objavljuje diskografska kuća Jugoton.

## O albumu
Ovim albumom bile su prvi ženski sastav koji je objavio svoj materijal na području bivše države. Odličan omot albuma dizajnirao je njihov sugrađanin Romano Grozić, koji kasnije ostvaruje veliki uspjeh u Italiji.
Producenti na materijali bili su Husein Hasanefendić (Parni valjak i Tomo in der Mühlen, bivši član sastava Karlowy Vary). Kao najveća uspješnica na albumu izdvojila se cover skladba "It's So Easy" od Buddyja Hollyja, u prepjevu "Tako lako" a tu su još i "Moj car (Među velikim muškarcima)", "Gledam ga dok spava" i "Mutno jutro". Tu je i pjesma Vlade Divljana (Idoli) "Ne dozvoli", koji je na njoj odsvirao gitare.
Za skladbu "Tako lako" u casinu "Rosalia" snimljen je i video uradak, kojeg je producirao Aleksandar Kostadinov. U to vrijeme mnogi su mislili da su snimljeni materijal u studiju odsvirali puno iskusniji glazbenici, međutim već prvim nastupima uživo članice sastava su ih demantirale.

## Popis pjesama
| 1. | »Sama«                                 |  | 2:40 |
| 2. | »Moj car (Među velikim muškarcima)«    |  | 2:45 |
| 3. | »Snovi«                                |  | 3:13 |
| 4. | »Ne dozvoli« (Vlada Divljan na gitari) |  | 3:50 |
| 5. | »Boja«                                 |  | 2:58 |

| 1. | »Kao pjesma«                                        |  | 3:30 |
| 2. | »Tako lako« (cover Buddyja Hollyja)                 |  | 2:50 |
| 3. | »Gledam ga dok spava«                               |  | 2:55 |
| 4. | »Ljubav i raj« (skladatelj i aranžer Vlada Divljan) |  | 2:08 |
| 5. | »Mutno jutro«                                       |  | 3:10 |

## Izvođači
- Jasmina Simić - vokal
- Giovanna Kirinić - gitara
- Suzana Kožić - bas-gitara
- Alenka Medinković - klavijature
- Tatjana Simić - bubnjevi, prateći vokali

### Produkcija
- Producent - Husein Hasanefendić, osim u skladbi B2 (Buddy Holly i Norman Petty)
- Producent, aranžer - Tomo In Der Mühlen
- Skladatelj, tekstopisac i aranžer - Cacadou Look
- Programiranje klavijatura - Stanko Juzbašić
- Dizajn omota albuma - Romano Grozić

## Vanjske poveznice
- Rateyourmusic.com - Tko mari za čari